# Poul Pedersen
Poul Pedersen (Aarhus, 31 ottobre 1932 – 23 dicembre 2016) è stato un calciatore danese, di ruolo attaccante.

## Palmarès

### Club

#### Competizioni nazionali
- Campionato danese: 4

Aarhus: 1954-1955, 1955-1956, 1956-1957, 1960
- Coppa di Danimarca: 4

Aarhus: 1954-1955, 1956-1957, 1959-1960, 1960-1961
- 1. Division: 1

Aarhus: 1952-1953

### Nazionale
- Argento olimpico: 1

Roma 1960